# Tupinismo

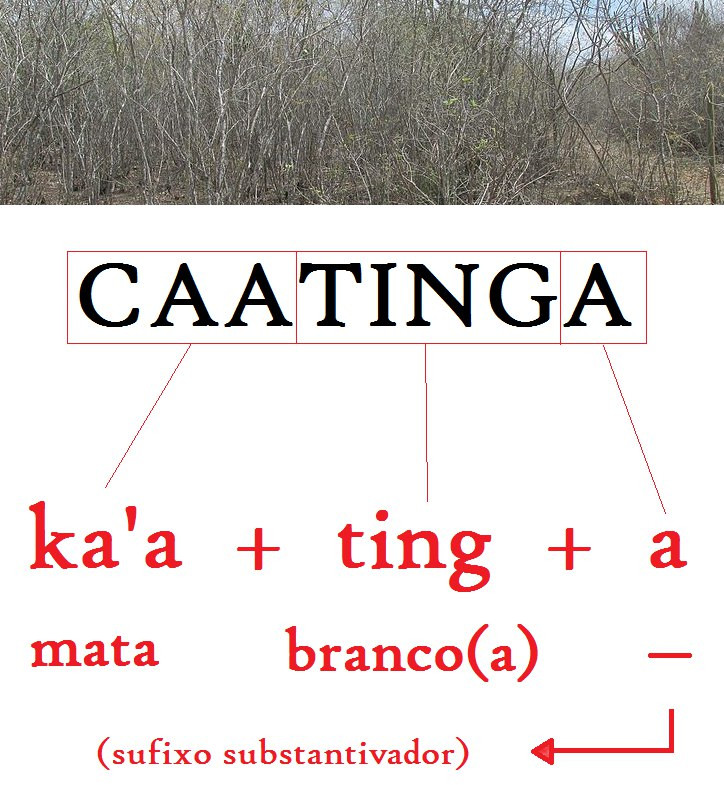
Explicação etimológica de caatinga

Um tupinismo é uma palavra, locução ou estrutura gramatical da língua tupi tomada de empréstimo por outro idioma, mais notoriamente o português brasileiro. Estima-se que esta variante da língua portuguesa possua mais de X palavras de origem tupi. De fato, conforme Eduardo Navarro em seu Dicionário de Tupi Antigo (2013), "foi a única língua indígena, das centenas que foram faladas no país, que se fez representar significativamente no léxico da língua portuguesa". Todo o verbete usa o Dicionário como fonte.
Para uma palavra ser considerada um tupinismo, ela não precisa provir diretamente do tupi antigo; pode passar pelas línguas que são desenvolvimento histórico do tupi antigo, como as línguas gerais e o nheengatu (ou tupi moderno). Por exemplo, o nome próprio Iara, surgido apenas no século XIX, provém do nheengatu y + iara, que significa senhora das águas. Ambas as palavras são quase idênticas às do tupi antigo, todavia.

## Palavras comuns
| Palavra em pt | Origem tupi     | significado em tupi        |
| ------------- | --------------- | -------------------------- |
| caatinga      | ka'a + ting + a | catinga (lit: mata branca) |
| caju          |                 |                            |
| mingau        | minga'u         | alimento                   |
| pereba        |                 | ferida                     |
| pipoca        |                 |                            |

## Topônimos
Segundo Navarro, mais de 95% dos topônimos de origem indígena no Brasil têm origem no tupi antigo ou em línguas derivadas dele. Alguns exemplos incluem (a tabela completa pode ser vista no artigo principal; a fonte dessas informações é o Dicionário de Tupi Antigo do Navarro):
| Nome tupi-guarani | Significado                                  | Nome tupi-guarani | Significado                |
| ----------------- | -------------------------------------------- | ----------------- | -------------------------- |
| Aracaju           | cajueiro dos arás (aves psitacídeas)         | Itatiba           | ajuntamento de pedras      |
| Bariri            | coisa que treme                              | Manhuaçu          | algodoeiros grandes        |
| Botucatu          | serra boa                                    | Pará              | rio grande                 |
| Butantã           | terra muito dura                             | Paraíba           | rio ruim                   |
| Caçapava          | lugar de se atravessar a mata                | Paraibuna         | rio ruim e escuro          |
| Catanduva         | ajuntamento de mata dura, isto é, de cerrado | Paraná            | rio                        |
| Curitiba          | ajuntamento de pinheiros                     | Paranaguá         | enseada do mar             |
| Ibirapuera        | árvores velhas                               | Pindamonhangaba   | lugar de fazer anzóis      |
| Iguaçu            | rio grande                                   | Piracicaba        | lugar de chegar dos peixes |
| Iguatemi          | rio das canoas emproadas                     | Pirassununga      | estrondo de peixes         |
| Indaiatuba        | ajuntamento de indaiás                       | Ponta Porã        | ponta bonita               |
| Ipiranga          | rio vermelho                                 | Sorocaba          | rasgadura (da terra)       |
| Itamarati         | rio das pedras pequenas                      | Taubaté           | pedras altas               |
| ...               |                                              |                   |                            |

## Antropônimos
| Nome    | Significado                                       |
| ------- | ------------------------------------------------- |
| Araci   | mesma etim. de Iraci                              |
| Iara    | do nheengatu y + iara, senhora das águas          |
| Iracema | Do nheengatu irá + sema: saída de abelhas, enxame |
| Iraci   | De eíra + sy: mãe do mel (abelha)                 |
| Jandaia | Nome de ave                                       |